# تيس تايلور
تيس تايلور (بالإنجليزية: Tess Taylor)‏ هي كاتِبة وشاعرة أمريكية، ولدت في 24 أكتوبر 1977.

## وصلات خارجية
- الموقع الرسمي